# 61e cérémonie des David di Donatello
La 61e cérémonie des David di Donatello s'est déroulée le 18 avril 2016 et a récompensé les films italiens sortis en 2015[réf. nécessaire].

## Palmarès
- Meilleur film : 
  - Perfetti sconosciuti de Paolo Genovese
    - Fuocoammare de Gianfranco Rosi
    - Il racconto dei racconti (Tale of Tales) de Matteo Garrone
    - Mauvaise Graine de Claudio Caligari
    - Youth de Paolo Sorrentino

- Meilleur réalisateur : 
  - Matteo Garrone pour Tale of Tales
    - Claudio Caligari pour Mauvaise Graine (Non essere cattivo)
    - Gianfranco Rosi pour Fuocoammare
    - Paolo Genovese pour Perfetti sconosciuti
    - Paolo Sorrentino pour Youth

- Meilleur réalisateur débutant :
  - Gabriele Mainetti pour On l'appelle Jeeg Robot

- Meilleur acteur :
  - Claudio Santamaria pour On l'appelle Jeeg Robot

- Meilleure actrice :
  - Ilenia Pastorelli pour On l'appelle Jeeg Robot

- Meilleur acteur dans un second rôle :
  - Luca Marinelli pour On l'appelle Jeeg Robot

- Meilleure actrice dans un second rôle :
  - Antonia Truppo pour On l'appelle Jeeg Robot

- Meilleur scénario :
  - Filippo Bologna, Paolo Costella, Paolo Genovese, Paola Mammini, Rolando Ravello pour Perfetti sconosciuti

- Meilleur producteur :
  - Gabriele Mainetti pour On l'appelle Jeeg Robot

- Meilleur créateur de costumes :
  - Massimo Cantini Parrini pour Tale of Tales

- Meilleur maquilleur :
  - Gino Tamagnini, Valter Casotto, Luigi D'Andrea pour Tale of Tales

- Meilleur coiffeur :
  - Francesco Pegoretti pour Tale of Tales

- Meilleur directeur de la photographie :
  - Peter Suschitzky pour Tale of Tales

- Meilleur monteur :
  - Andrea Maguolo, Federico Conforti pour On l'appelle Jeeg Robot

- Meilleurs effets visuels :
  - Tale of Tales

- Meilleure musique :
  - David Lang pour Youth

- Meilleur film étranger :
  - Le Pont des espions de Steven Spielberg

- Meilleur film documentaire :
  - S Is for Stanley de Alex Infascelli